# Wieści Polskie
„Wieści Polskie. Półtygodnik Uchodźstwa Polskiego” – polskie czasopismo ukazujące się na Węgrzech w Budapeszcie w latach 1939–1944.
Pierwszy numer pisma ukazał się 2 listopada 1939, zaś ostatni – 24 marca 1944. Początkowo pismo podlegało poselstwu RP w Budapeszcie, a po jego zlikwidowaniu w styczniu 1941 – bezpośrednio rządowi PR w Londynie. Docierało także do innych środowisk polskich za granicą. Drukowało informacje z życia Polaków na obczyźnie, literaturę piękną. Z pismem współpracowali dziennikarze polscy przebywający na Węgrzech oraz pisarze, tacy jak Stanisław Vincenz, Kazimiera Iłłakowiczówna, Lew Kaltenbergh, Tadeusz Fangrat, Adam Bahdaj.